# Papite
La papite est un gaz de combat français utilisé durant la Première Guerre mondiale. Elle est composée
d'acroléine (environ 2/3) et de tétrachlorure d'étain ou de titane .